# トシチャノ
トシチャノ (ポーランド語: Trzciano, ドイツ語: Königfelde, ドイツ語の発音: 「ケーニヒフェルデ」) は、ポーランド、ポモージェ県東部の村である。人口は約500人、面積は11平方キロメートル余りである。

## 歴史
トシチャノのもとの名前は「Medicz（メディチ）」ないし「Miedicz（ミェディチ）」（どちらもポーランド語で「蜜の地」を意味し、前者は首都クラクフのあったポーランド南部の当時の方言の発音で、後者はトシチャノ一帯の方言や現在の標準ポーランド語に近い北部発音）であろうとされている。それ以前のこの一帯は寒村が点在していたのみであった。14世紀後半、ドイツ騎士団による入植斡旋が行われ、入植者にドイツ貴族の姓を与えるという優遇措置で主にポーランド人の農家を招き入れた。当初は「Hönigfelde」と呼ばれた（ドイツ語で「蜜の地」を意味する）。しかしのちに名称の混乱が起こり、「蜜の地」Hönigfelde（ヘーニッヒフェルデ）の地名は頭文字のHをKに変えて「（ポーランド）王の領地」Königfelde（ケーニッヒフェルデ）となし崩し的に呼ばれるようになった（注：時代的に当時は王領プロイセンでここの君主はポーランド王）。ポーランド語のトシチャノの語源は、ポーランド語の単語 「trzcina」（葦）に由来すると思われる。 現在の地名が初めて文献に現れたのは17世紀前半であり、それ以前にはドイツ語の地名Königfelde（ポーランド王の領地）が用いられていた。
統治権を巡ってポーランド王国とは独立した組織であると主張するドイツ騎士団とそれを認めないポーランド王国との間で激しい争いがあったが、当地のドイツ人やポーランド人の地元の人々は専制的なドイツ騎士団を嫌って反ドイツ騎士団組織「プロイセン連合（別名：闘争連合）」を結成し自由主義的なポーランド王国側につき、一連の戦争のあと1466年の第二次トルンの和約でこの地一帯が正式にポーランド王国領（王領プロイセン）と公認され、それ以来、のちにポーランド分割でプロイセン王国に不法に強奪されるまで300年以上にもわたって正式なポーランド領であった。一帯のリイェヴォ地区の公式サイトの説明によると、16世紀初めからはシュラフタであるブラント（Brandt）家がこの村を所有していた。
ポーランドとスウェーデン間の戦争中の1629年、ここでポーランド・スウェーデンの両軍隊の間で、「トシチャノの戦い」と呼ばれる大きな戦闘が行われた。現地に残る伝説によれば、戦闘中にスウェーデン王グスタフ2世アドルフ は、誤って湖に彼の王杖を落とし、それは今日まで湖の底に眠っているとされる。
1918年以降、ポーランド領に復帰している。

## ギャラリー

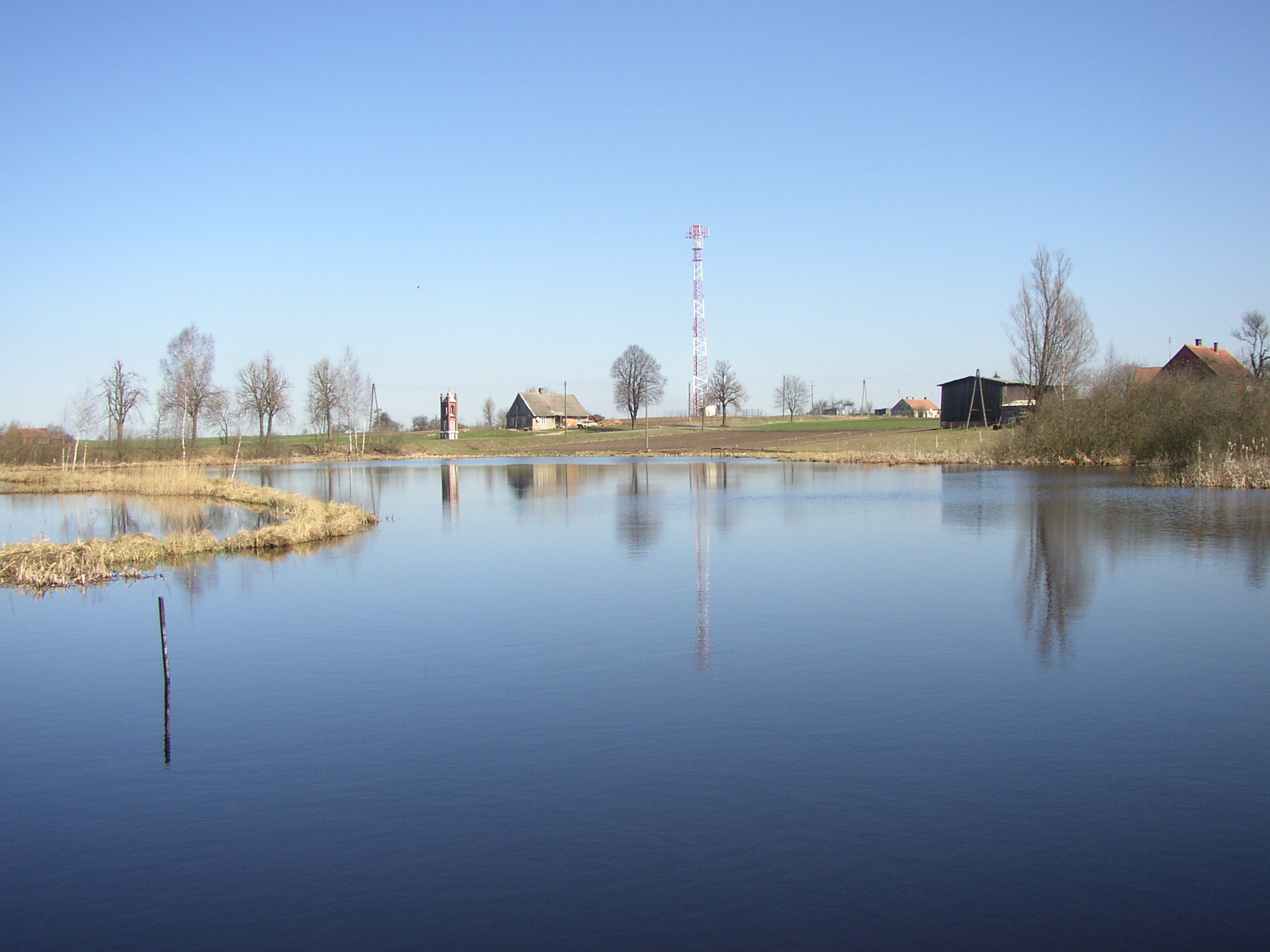
トシチャノの湖。伝説の王杖が今でも眠っているとされる。
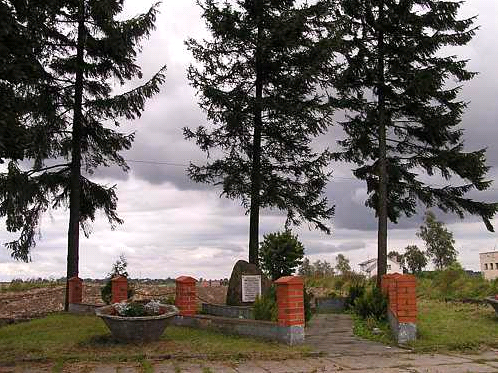
トシチャノの戦いの記念碑。
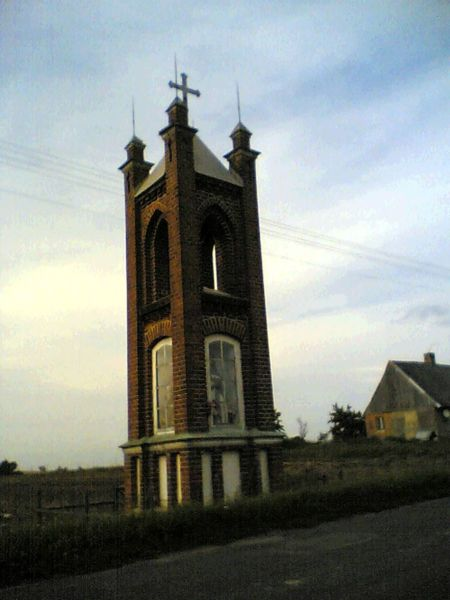
1819年の戦いの記念に設けられたトシチャノの小さな礼拝堂 。
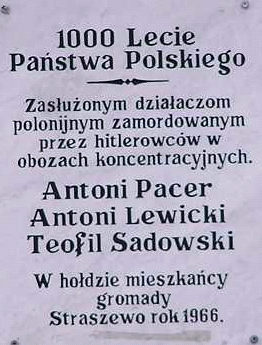
第二次世界大戦中に虐殺されたポーランド移民の活動家を記念する銘板。